# ポコ (バンド)
ポコ(Poco)は、アメリカ合衆国のカントリー・ロックバンド。カントリー・ロックにポップフィーリングを加えたスタイルが特徴である。

## 来歴
1968年にバッファロー・スプリングフィールドが解散し、メンバーのリッチー・フューレイとジム・メッシーナが、ランディ・マイズナー、ラスティー・ヤング、ジョージ・グランサムを加えてPogo（ポゴ）を結成するが、ウォルト・ケリー作の有名コミックに「ポゴ」という名のキャラクターがおり、本人からのクレームを受けてポゴに近い名前として「Poco（ポコ）」と改名する。
1969年、スタジオで作業をしていた、リッチー・フューレイとジム・メッシーナが編集作業の参加希望を拒否したことに憤慨したランディ・マイズナーはデビュー・アルバムのリリース前に脱退し、後にイーグルスのオリジナルメンバーとなる。ランディの脱退に伴い、リッチーとジムはランディのボーカルを他のメンバーのものに替え、ベースパートを一部ジムが録音し直し、ジャケットからランディを削除した。空席になったベーシストの位置に一旦ジムが付くが、ランディのような高音パートを必要と考えたポコのメンバーはすぐに後任として元Gladのティモシー・B・シュミットを迎えた。ちなみにティモシー・B・シュミットは、ポコの結成時にベースのオーディションに参加していたが、ランディーが採用されたため、このような形での加入となった。
1970年、リッチーのバンド運営専制化に嫌気がさしたジムが脱退し、後にロギンス&メッシーナを結成することになる。後任としてポール・コットンが加入した。
1973年にリッチーが、ヒットを期待して作った「A Good Feelin' To Know」をシングルカットし、4枚目のスタジオアルバム『A Good Feelin' To  Know』をリリースした。しかしこれが期待通りには売れず、結局次作の『Crazy Eyes』をリリースした後にリッチーが脱退してサウザー・ヒルマン・フューレイ・バンドを結成することとなる。その後、バンドの存続について話し合い、残った4人で活動を続けることになる。Fab Four（Fantastic Four Era）と呼ばれるこの時代は12枚目のアルバムまでメンバー、楽曲が安定しており、この頃のポコを好むファンも多い。
1977年にはティモシー・B・シュミットがイーグルスへの加入のために脱退した。この時もランディ・マイズナーの後任としてであった。
その後ラスティとポールは新しいメンバーを加えてバンド名を変えて活動しようとするが、ポコの知名度を重視していたレコード会社側の圧力もあり、1978年にバンド名をポコのままで13枚目のアルバム『Legend』をリリースした。このアルバムはBillboardチャートで14位になりGold Discを獲得、シングル「クレイジー・ラヴ」もヒットした。
その後メンバーチェンジの繰り返しなどもあり、解散状態になったが、1988年にラスティーが過去のメンバーに再結成を呼びかけ、オリジナルメンバーで再結成を果たした。
1989年9月には19枚目のアルバムとなる『Legacy』がリリースされ、11月にはシングルカットされた「Call It Love」がリリースされた。この曲は、バンドのメンバーで唯一一度も脱退することなく、ポコを守り続けたラスティーがボーカルを担当した。
その後はメンバー交代を繰り返しながら活動し、2002年には20枚目のアルバム(ベスト・アルバムの「Forgotten Trail（1990）」を除く）『Running Horse』がリリースされ、ライブ活動も行った。2004年にはオリジナルメンバーのドラマーであるジョージ・グランサムがステージ上で発作を起こして半身不随となり、リハビリに専念するため彼は正式メンバーから外れることになった。
その後も活動していたが、2010年に長年メンバーであったポールが、メンバー内での収入の分割についての対立により脱退した。
2013年にオリジナルメンバーがラスティーのみとなったポコで、11年ぶりのスタジオアルバムとなる『All Fired Up』をリリースした。2015年1月には”コロラド・ミュージック　ホール・オブ・フェイム”でのLIVEで、久々にリッチー・フューレイ、ラスティー・ヤング、ポール・コットン、ティモシー・B・シュミット（病気療養中のジョージ・グランサムは欠席）が顔を揃え、変わらないハーモニーと演奏を聴かせてくれた。
2021年4月14日、オリジナル・メンバーのラスティー・ヤングが心臓発作で急死するも活動は継続中である。

## 作品
- Pickin' Up The Pieces（1969）
- Poco（1970）
- Deliverin'(Live) (1971)
- From The Inside（1971）
- A Good Feelin' To  Know（1972）
- Crazy Eyes（1973）
- Seven（1974）
- Cantamos（1974）
- Head Over Heels（1975）
- Live (1976)
- Rose Of Cimarron（1976）
- Indian Summer（1977）
- Legend（1978）
- Under The Gun（1980）
- Blue And Gray（1981）
- Cowboys And Englishmen（1982）
- Ghost Town（1982）
- Inamorata（1984）
- Legacy（1989）
- Forgotten Trail(Best Album)(1990）
- Running Horse（2002）
- The Last Roundup (Live)（2004）
- Keeping the Legend Alive (Live)（2004）
- Bareback at Big Sky (Live) (2005)
- All Fired Up（2013）